# Oscar Erasmus Lanford III
Oscar Erasmus Lanford III, né le 6 janvier 1940 à New York et mort le 16 novembre 2013, est un mathématicien américain.

## Biographie
- Doctorat en physique mathématique de l'Université de Princeton (1966) sur la théorie quantique des champs, intitulée : Construction of Quantum Fields Interacting by a Cut-Off Yukawa Coupling sous la direction d'Arthur Wightman.
- De 1966 à 1982, il est professeur de mathématiques à l'Université de Californie à Berkeley.
- En 1982, il est nommé professeur de physique à l'Institut des hautes études scientifiques de Bures-sur-Yvette.
- Professeur de mathématiques à l'École polytechnique fédérale de Zurich à partir de 1987.

## Travaux
Travaux en théorie quantique des champs, physique statistique, puis depuis 1975, en théorie des systèmes dynamiques, notamment avec l'application à ces systèmes d'idées issues de la théorie du groupe de renormalisation.